# بخش خاچال
بخش خاچال (به اسپانیایی: Departamento Jáchal) یک منطقهٔ مسکونی در آرژانتین است که در استان سان خوآن، آرژانتین واقع شده‌است. بخش خاچال ۲۱٫۰۱۸ نفر جمعیت دارد.